# 1652
1652 је била преступна година.

## Догађаји

### Април
- 6. април — Представник Холандске источноиндијске компаније Јан ван Рибек основао је прво насеље белих досељеника у Јужној Африци, које је постало данашњи Кејптаун.

### Мај
- 18. мај — Роуд Ајланд је усвојио први закон у англофоној Северној Америци којим је ропство стављено ван закона.
- 29. мај – Битка код Довера

### Август
- 26. август – Битка код Плимута

### Септембар
- 6. септембар – Битка код Елбе

### Октобар
- 8. октобар — Битка код Кентиш Нока

### Децембар
- 10. децембар – Битка код Данџинеса